# Puchar Polski (okręg Wałbrzych) w piłce nożnej mężczyzn (2021/2022)
W sezonie 2021/2022 Puchar Polski na szczeblu okręgowym w okręgu Wałbrzych składał się z 6 rund, w których wzięło udział zespoły z okręgu wałbrzyskiego. Rozgrywki miały na celu wyłonienie zdobywcy Okręgowego Pucharu Polski w okręgu Wałbrzych i uczestnictwo w rozgrywkach szczebla regionalnego woj. dolnośląskiego.

## Uczestnicy
| IV liga | Klasa okręgowa | Klasa A | Klasa B | Nieligowe                    |
| --- | --- | --- | --- | ---------------------------- |
| - Polonia-Stal Świdnica - Granit Roztoka - AKS Strzegom - Lechia Dzierżoniów - Słowianin Wolibórz - Orzeł Ząbkowice Śląskie - Piast Nowa Ruda - Bielawianka Bielawa | - MKS Szczawno Zdrój - Górnik Wałbrzych - Victoria Świebodzice - Zjednoczeni Żarów - Grom Witków - Włókniarz Kudowa Zdrój - Skałki Stolec - Polonia Bystrzyca Kłodzka - Nysa Kłodzko | - Błękitni Owiesno - Lechia II Dzierżoniów - Zagłębie Wałbrzych - Zieloni Mokrzeszów - Górnik Nowe Miasto Wałbrzych - STEP Tąpadła/Wiry - Zieloni Mrowiny - Delta Słupice - Orlęta Krosnowice - Polonia Ząbkowice Śląskie - Klubokawiarnia Roztocznik - Śnieżnik Domaszków | - Klubokawiarnia II Roztocznik - LKS Wambierzyce - Hutnik Szczytna - Tom-Dar Ludwikowice - Szczyt Boguszów-Gorce - Sparta Stary Waliszów | - Orzeł II Ząbkowice Śląskie |

## Runda wstępna
Pary rundy wstępnej, podobnie jak pozostałych faz, zostały rozlosowane 15 lipca 2021 roku. Mecze rozegrano z kolei 11, 15 i 18 sierpnia tegoż roku.
| 11 sierpnia 2021 | Orzeł II Ząbkowice Śląskie                                                                                                 | 8:1   | Klubokawiarnia II Roztocznik |  |
| 18:00            | 10', 30' Kamil Pintal · 22', 35' Paweł Skotnicki · 27' (sam.) Kacper Kępczyński · 28', 55' Alan Pachowicz · 57' Alan Madej | (6:0) | 52' Paweł Górecki            |  |

| 11 sierpnia 2021 | Szczyt Boguszów-Gorce | 1:4   | Lechia II Dzierżoniów            |  |
| 18:00            | 30' Paweł Krawczyk    | (1:2) | 6', 28', 54', 71' Alex Przewoźny |  |

| 15 sierpnia 2021 | LKS Wambierzyce                                                    | 3:1   | Hutnik Szczytna   |  |
| 17:00            | 41' Bartosz Rudzki · 71' Jarosław Bagiński · 86' Patryk Jakotochce | (1:0) | 47' Mateusz Fedak |  |

| 18 sierpnia 2021 | Tom-Dar Ludwikowice                      | 2:0   | Błękitni Owiesno |  |
| 18:00            | 35' Krystian Bolek · 66' Kamil Płoskonka | (1:0) |                  |  |

## I runda
Pary I rundy zostały rozlosowane 15 lipca 2021 roku, natomiast mecze rozegrano 11 i 25 sierpnia oraz 1 września tegoż roku.
| 11 sierpnia 2021 | Zagłębie Wałbrzych | 1:4   | Victoria Świebodzice                                                   |  |
| 18:00            | 42' Wiktor Smoczyk | (1:3) | 7' Kacper Wiśniewski · 16' Daniel Borowiec · 34', 82' Marcin Michnicki |  |

| 25 sierpnia 2021 | MKS Szczawno Zdrój        | 4:8 | Polonia-Stal Świdnica                                 |  |
| 17:00            | ?' ? · ?' ? · ?' ? · ?' ? |     | ?' ? · ?' ? · ?' ? · ?' ? · ?' ? · ?' ? · ?' ? · ?' ? |  |

| 25 sierpnia 2021 | Lechia II Dzierżoniów                  | 2:4   | Górnik Wałbrzych                                       |  |
| 17:00            | 69' Łukasz Sztuka · 88' Jakub Chlipała | (0:2) | 24', 44', 67' Damian Chajewski · 76' Marcel Grudziński |  |

| 25 sierpnia 2021 | Zieloni Mokrzeszów | 0:5   | Granit Roztoka                                                                  |  |
| 17:00            |                    | (0:3) | 12' Michał Mieliwodzki · 33', 41', 54' Przemysław Grosiak · 87' Michał Krynicki |  |

| 25 sierpnia 2021 | Górnik Nowe Miasto Wałbrzych                         | 4:3   | Zjednoczeni Żarów              |  |
| 17:00            | 13', 26', 58' Adrian Matuła · 83' Mateusz Wroczyński | (2:2) | 41', 43', 81' Roman Chwostenko |  |

| 25 sierpnia 2021 | Polonia Ząbkowice Śląskie | 0:10  | Słowianin Wolibórz |  |
| 17:00            |                           | (0:5) | 13', 20', 27', 44' Seweryn Sarkowicz · 29' Caique · 51' Raul Botura · 62', 89' Grzegorz Dereń · 78' Mateusz Adamczyk · 85' Kaue Candido Cardozo |  |

| 25 sierpnia 2021 | Klubokawiarnia Roztocznik | 0:18  | Orzeł Ząbkowice Śląskie |  |
| 17:00            |                           | (0:7) | 15' Kamil Ostaszewski · 20' Paweł Witsanko · 22', 85' Kamil Lechocki · 30', 31', 54', 76' Dawid Kuriata · 32' Mateusz Szabatowski · 44', 75', 80' Seweryn Raszpla · 57', 68' Igor Wargin · 58', 60', 67', 81' Dawid Dawidziak |  |

| 25 sierpnia 2021 | Tom-Dar Ludwikowice | 1:9   | Piast Nowa Ruda |  |
| 17:00            | 39' Kamil Rudy      | (1:3) | 12' Bartłomiej Biernat · 21' Cristiano Tavares · 38' Krzysztof Mika · 51' (sam.) Dawid Sypień · 54', 65' Alefe Lima · 70', 85', 90' Oliver Zabrzeski |  |

| 25 sierpnia 2021 | Sparta Stary Waliszów | 2:3   | Polonia Bystrzyca Kłodzka               |  |
| 17:00            | 30', 90' Daniel Kruk  | (1:0) | 76' Kamil Dymek · 90', 90' Maciej Dymek |  |

| 25 sierpnia 2021 | Śnieżnik Domaszków | 9:2   | Nysa Kłodzko                                |  |
| 17:00            | 14', 71' Sule Ayinla · 18', 78' Grzegorz Socha · 35', 40', 75' Wojciech Brogowski · 54' Jonasz Bajda · 85' Marcin Olczyk | (4:0) | 64' Dawid Siekaniec · 82' Mateusz Gnojnicki |  |

| 25 sierpnia 2021 | Zieloni Mrowiny | 0:6   | Grom Witków                                                                                                   |  |
| 18:00            |                 | (0:3) | 10', 18' Łukasz Cegielski · 13' Wojciech Pitura · 54' Jakub Smutek · 81' Piotr Hendzel · 85' Maciej Turzański |  |

| 25 sierpnia 2021 | Delta Słupice | 0:14  | Lechia Dzierżoniów |  |
| 18:00            |               | (0:5) | 31', 50' Marcin Orłowski · 33' Bartosz Rzepski · 34' Mateusz Zatwarnicki · 36' Élton · 44' (sam.) Rafał Zachilski · 52', 87' Michał Ciarkowski · 59', 75' Mateusz Miazga · 65', 89' Maurycy Majewski · 85' Kamil Juraszek · 86' Jakub Knyrek |  |

| 1 września 2021 | STEP Tąpadła/Wiry | 0:3   | AKS Strzegom                                                |  |
| 17:00           |                   | (0:3) | 23' Szymon Cukier · 34' Damian Bogacz · 40' Mariusz Krupnik |  |

| 1 września 2021 | LKS Wambierzyce                            | 2:8   | Włókniarz Kudowa Zdrój                                                                                              |  |
| 17:00           | 11' Bartosz Rudzki · 17' Jarosław Bagiński | (2:3) | 2' Piotr Kochanek · 13', 38', 68' Bruno Marchiori · 54' Paweł Matecki · 65' Patryk Myrdacz · 85', 87' Rodrigo Pinto |  |

| 1 września 2021 | Orlęta Krosnowice  | 1:6   | Skałki Stolec                                                                                                |  |
| 17:00           | 65' Mikołaj Tomera | (0:1) | 33' Marcin Skubisz · 67' Damian Kijak · 68', 84' Damian Stanny · 74' Maciej Drubkowski · 76' Ksawery Dominik |  |

| 1 września 2021 | Orzeł II Ząbkowice Śląskie | 0:3   | Bielawianka Bielawa                                                |  |
| 17:00           |                            | (0:0) | 54' Seweryn Ślepecki · 82' Paweł Słonecki · 87' Bartosz Tomkiewicz |  |

## II runda
Pary II rundy zostały rozlosowane 15 lipca 2021 roku, natomiast mecze rozegrano 8, 14 i 15 września tegoż roku.
| 8 września 2021 | Victoria Świebodzice | 0:1   | Granit Roztoka         |  |
| 16:30           |                      | (0:0) | 52' Wiktor Strzyżewski |  |

| 8 września 2021 | Grom Witków | 0:3   | Lechia Dzierżoniów                                                 |  |
| 16:30           |             | (0:2) | 28' Michał Ciarkowski · 44' Marcin Orłowski · 84' Dominik Watuszko |  |

| 8 września 2021 | Włókniarz Kudowa Zdrój                                       | 3:2   | Skałki Stolec                                 |  |
| 16:30           | 27' Patryk Myrdacz · 77' Marek Tomczak · 85' Bruno Marchiori | (1:1) | 29' Mateusz Kuranda · 56' Szymon Radziszewski |  |

| 8 września 2021 | Słowianin Wolibórz                                       | 3:4   | Orzeł Ząbkowice Śląskie                                          |  |
| 16:30           | 16' Łukasz Kamiński · 48' Seweryn Sarkowicz · 52' Caique | (1:3) | 27', 41' Igor Wargin · 33' Michał Łaski · 81' Łukasz Maciejewski |  |

| 8 września 2021 | Śnieżnik Domaszków          | 2:6   | Bielawianka Bielawa                                                                                   |  |
| 16:30           | 77', 81' Wojciech Brogowski | (0:3) | 33', 43', 62' Italo Rocha · 39' Bartosz Tomkiewicz · 66' Norbert Piątek · 71' Marcos Pauli Baumgarten |  |

| 8 września 2021 | Polonia Bystrzyca Kłodzka            | 2:2 k. 5:4    | Piast Nowa Ruda                     |  |
| 17:00           | 56' Kamil Kozieł · 58' Kamil Zarówny | (0:2, k. 5:4) | 14' Ernest Polak · 22' Łukasz Tracz |  |

| 14 września 2021 | Górnik Nowe Miasto Wałbrzych              | 2:5   | AKS Strzegom                                                                         |  |
| 17:00            | 41' Michał Grabowski · 89' Dawid Wodnicki | (1:4) | 2' Szymon Cukier · 25', 90' Mateusz Sawicki · 26' Kamil Sadowski · 36' Damian Bogacz |  |

| 15 września 2021 | Górnik Wałbrzych | 0:1   | Polonia-Stal Świdnica |  |
| 17:00            |                  | (0:0) | 74' Szymon Tragarz    |  |

## 1/4 finału
Pary półfinałowe zostały rozlosowane 15 lipca 2021 roku, natomiast mecze rozegrano 22 września tegoż roku.
| 22 września 2021 | Granit Roztoka                                | 2:3   | Polonia-Stal Świdnica                      |  |
| 16:00            | 71' Tomasz Jędryka · 89' Grzegorz Mieliwodzki | (0:3) | 29', 30' Robert Myrta · 41' Wojciech Szuba |  |

| 22 września 2021 | AKS Strzegom      | 1:5   | Lechia Dzierżoniów                                                         |  |
| 16:00            | 75' Szymon Cukier | (0:0) | 56', 62' Dominik Watuszko · 64', 71' Marcin Orłowski · 90' Bartosz Rzepski |  |

| 22 września 2021 | Włókniarz Kudowa Zdrój | 0:3   | Orzeł Ząbkowice Śląskie                       |  |
| 16:00            |                        | (0:1) | 4', 54' Igor Wargin · 74' (sam.) Fabian Dudek |  |

| 22 września 2021 | Polonia Bystrzyca Kłodzka | 1:4   | Bielawianka Bielawa                                       |  |
| 16:00            | 77' Bartosz Wojtyła       | (0:0) | 50', 60', 66' Dominik Jagielski · 90' Bartłomiej Cegiełka |  |

## 1/2 finału
Pary półfinałowe zostały rozlosowane 15 lipca 2021 roku, natomiast mecze rozegrano 6 października tegoż roku.
| 6 października 2021 | Lechia Dzierżoniów              | 2:1   | Polonia-Stal Świdnica  |  |
| 16:00               | 63' Élton · 82' Marcin Orłowski | (0:0) | 49' Sebastian Białasik |  |

| 6 października 2021 | Orzeł Ząbkowice Śląskie | 2:3   | Bielawianka Bielawa                                           |  |
| 16:00               | 5', 55' ?               | (1:0) | 71' Marcos · 88' Bartłomiej Cegiełka · 90' Bartosz Paszkowski |  |

## Finał
Mecz finałowy został rozegrany 20 kwietnia 2022 roku. W nim Lechia Dzierżoniów pokonała Bielawiankę Bielawa, co pozwoliło na zdobycie Okręgowego Pucharu Polski w okręgu Wałbrzych oraz uzyskanie prawa do gry w rozgrywkach szczebla regionalnego woj. dolnośląskiego. 
| 20 kwietnia 2022 | Bielawianka Bielawa | 0:2   | Lechia Dzierżoniów            |  |
| 17:00            |                     | (0:2) | 12' Mateusz Jaros · 40' Élton |  |